# Куганаволок
Кугана́волок — деревня в Пудожском районе Республики Карелия, административный центр Куганаволокского сельского поселения.

## Общие сведения
Деревня располагается на мысу в южной части озера Водлозеро.
В Куганаволоке находится один из визит-центров Водлозерского национального парка. Население занимается рыболовством и туристическими промыслами (извозом, постоем). Раз в два года в посёлке проводится рыболовный фестиваль «Пудожские налимы».
В деревне расположены храм преподобного Диодора Юрьегорского чудотворца 2006 года постройки и Петропавловская часовня Водлозерского Ильинского прихода Петрозаводской и Карельской епархии РПЦ.

## История
Название деревни восходит к прибалтийско-финскому «куга» (судак), таким образом название можно толковать как «Судачий мыс». Земля деревни Куганаволок относится к древнему «погосту Водлозерскому за Онегом», впервые упоминаемому в Писцовой книге Обонежской пятины 1563 года, центр этого погоста находился недалеко от поселения, на Погострове. Именно там до 1803 года располагался и административный центр округи. В XVII веке из Пречистенского погоста выделилась его северная часть, получив название Ильинского. Само поселение Кугнаволок также впервые упоминается в писцовой книге 1563 года под названием «Деревня на Кух-наволоке», где значился один двор и дворохозяин Дениско Патрикеев, принадлежала деревня новгородскому роду Есиповых. В дальнейшем население деревни увеличивалось, но в годы Смутного времени сократилось из-за набегов «немцев», после чего медленно восстанавливалось в течение всего XVII века. В 1803 году с Погострова в Куганаволок было перенесёно правление Водлозерской волости Пудожского уезда, что способствовало росту деревни, появились первые казённые здания, в 1905 году — земская школа. С 1927 года Большой Куганаволок получил статус административного центра Куганаволоцкого сельского совета Пудожского района. Население посёлка значительно увеличилось в 1960-е, когда он стал центром сселения жителей «неперспективных» деревень.
Ещё в середине XX века единственным способом сообщения с посёлком были вертолёты, только в начале 1970-х годов была проложена автомобильная дорога. В это же время посёлок впервые был электрифицирован. Из предприятий в советское время в Куганаволоке существовал колхоз под названием «Память Ленина», развивалось скотоводство и коневодство. Ежегодно вылавливалось 400—450 тонн рыбы (леща, судака), которая обрабатывалась на рыбоконсервном заводе. В настоящее время завод и молочная ферма прекратили свою деятельность. Сейчас в Куганаволоке располагается визит-центр созданного в 1991 году Водлозерского национального парка.
В 2023 году рыбный промысел на Водлозере был закрыт из-за внесения изменений в Положение о Парке. По словам местных жителей, это станет ощутимым уроном не только для них, но и для всей экономики.

## Население
| 1563 | 1583 | 1618 | 1678 | 1725 | 2002 | 2009 | 2010 | 2013 |
| ---- | ---- | ---- | ---- | ---- | ---- | ---- | ---- | ---- |
| 1    | ↗2   | ↗4   | ↗6   | ↗17  | ↗461 | ↘447 | ↘363 | ↘337 |

В 1873 году население Куганаволока составляло 16 дворов и 112 человек, и к 1905 году его численность почти не изменилась (113 человек), но увеличилось количество дворов — 22. При этом 12 жителей деревни не были крестьянами (семьи волостного писаря, лесничего, учителя). За счёт населения «неперспективных» деревень с 1960-х годов число жителей стало резко увеличиваться и к 1970-м достигло 750 человек, но к настоящему времени население составляет 337 жителей (по данным на 1 января 2013 года).
| Год                      | 1563 | 1583 | 1618 | 1678 | 1725 | 1873 | 1905 |
| ------------------------ | ---- | ---- | ---- | ---- | ---- | ---- | ---- |
| Кол-во дворов (хозяйств) | 1    | 2    | 4    | 6    | 3    | 16   | 22   |

## Топографические карты
- Лист карты P-37-XIII,XIV Водла. Масштаб: 1 : 200 000. Указать дату выпуска/состояния местности.